# Asteroide capturat
La captura d'un asteroide (anglès: Asteroid capture) és la transició d'un asteroide en òrbita al voltant d'un objecte com d'un planeta. En aquest cas, parlen de la captura d'un cos gran per un asteroide, després del qual l'asteroide es converteix en un satèl·lit natural. En general, els asteroides que s'acosten al planeta a distàncies curtes o són llançats més lluny en l'espai o colpegen el planeta. Però en alguns casos, l'asteroide comença a orbitar al voltant del planeta. Sota certes condicions, la captura és possible amb qualsevol cos planetari.
A partir de 2014, els enginyers dels Estats Units van desenvolupar mètodes per capturar un asteroide per una nau robòtica. El juny de 2014, la NASA va informar que l'asteroide 2011 MD és el principal candidat a la captura sota l'ARM (NASA), que pot tenir lloc a principis de 2020. El 2017 el treball en aquesta direcció s'ha aturat.

## Mecànica orbital
La captura d'un asteroide es produeix quan un asteroide sobrevola el planeta, però la seva velocitat és insuficient per superar l'atracció del planeta. En aquest cas, el planeta captura l'asteroide i passa a una òrbita el·líptica al voltant del planeta que no travessa la seva atmosfera. La possibilitat de transició a una òrbita estable depèn de quantitats com la velocitat relativa del planeta i l'asteroide, la massa del planeta, la trajectòria del moviment de l'asteroide i la pertorbació d'altres cossos.
L'asteroide que s'acosta gairebé sempre pot caure en l'esfera d'influència del planeta, estant sobre una trajectòria hiperbòlica relativa al planeta, ja que les òrbites dels planetes a l'interior de l'òrbita de Neptú corresponen a velocitats significativament més gran que la velocitat d'escapament del planeta. En altres paraules, l'energia cinètica d'un asteroide, quan s'apropa a un planeta, és massa gran perquè un asteroide passi a una òrbita tancada sota la influència de la gravetat del planeta; la seva energia cinètica {\displaystyle T} supera el mòdul d'energia potencial {\displaystyle |V|}, és a dir, el planeta no limita el moviment de l'asteroide. No obstant això, la trajectòria d'un asteroide pot ser pertorbada per un tercer cos (per exemple, un satèl·lit o un altre planeta) de manera que l'energia cinètica del cos en el marc de referència del planeta disminueixi. Si la velocitat de l'asteroide és menor que la velocitat d'escapament local, la trajectòria canviarà d'hiperbòlica a l'el·líptica i l'asteroide serà capturat pel planeta. En casos excepcionals, en presència o absència d'aquesta pertorbació, l'asteroide passa a una trajectòria que travessa el planeta, el que condueix a una col·lisió.

## Missió ARM
La NASA va proposar crear una missió espacial robòtica, dins del qual es pretenia capturar un asteroide proper a la Terra amb un diàmetre d'uns 8,2 m i una massa d'unes 500 tones. L'asteroide serà transferit a una òrbita lunar alta o a una òrbita al voltant del segon punt de Lagrange (òrbita d'halo, en una òrbita de Lissajous). Per moure l'asteroide, es consideren les següents opcions: l'ús d'un retropropulsor espacial elèctric alimentat per panells solars o un tractor gravitacional.
Després que l'asteroide estigui en una òrbita orbicular propera al segon punt de Lagrange, almenys una missió espacial que involucri una persona podrà visitar l'asteroide i recol·lectar els materials. Un dels avantatges de l'òrbita lunar en comparació amb el solar és la relativa seguretat: fins i tot al final de la missió, petites pertorbacions de la trajectòria poden conduir a la caiguda de l'asteroide a la Lluna, però no a la Terra. També, en el cas de l'alt òrbita de l'asteroide haurà de moure's en menys temps i les finestres de llançament seran freqüents en comparació amb les finestres per moure els asteroides a l'òrbita propera a la Terra.
El primer problema és trobar un asteroide adequat: els objectes d'aquestes mides són molt tènues, són difícils de trobar. Potser un enfocament alternatiu seria prendre un fragment adequat d'un gran asteroide i moure el fragment a una òrbita orbital propera al segon punt de Lagrange.
A partir de 2013, el vol de prova es va planejar el 2017, la captura de l'asteroide s'esperava pel 2019.
La missió podria proporcionar informació important per crear mètodes per evitar el risc de col·lisió amb asteroides, l'ús de recursos d'asteroides, inclosa l'aigua i la producció de combustible.

## Aerocaptura
La tecnologia necessària per moure l'asteroide a una òrbita determinada encara no s'ha creat. Canviar l'òrbita de l'asteroide en relació amb el Sol requereix grans valors del canvi en la velocitat de l'objecte, la massa dels quals és de diversos ordres de magnitud major que la massa de la nau existent.
Si un asteroide col·lideix amb un planeta amb una atmosfera, l'òrbita de l'asteroide es pot canviar de manera que l'asteroide entra a l'atmosfera, mentre que l'àpside de l'asteroide pot disminuir la velocitat, transferint part de l'energia cinètica a l'atmosfera. Aquest mètode s'utilitza en maniobres properes a planetes com, per exemple, Mart, ja que estalvia una quantitat important de combustible necessària per frenar el moviment de la nau espacial.